# On Protecting Children from Information Harmful to Their Health and Development
On Protecting Children from Information Harmful to Their Health and Development (em português: Proteção às Crianças a partir de informações prejudiciais à saúde e ao desenvolvimento; em russo: О защите детей от информации, причиняющей вред их здоровью и развитию) é uma organização governamental russa que classifica os jogos eletrônicos, os programas de televisão e os filmes. As categorias são divididas em +0, +6, +12, +16 e +18.